# Samochód rozpoznania skażeń BRDM-2rs

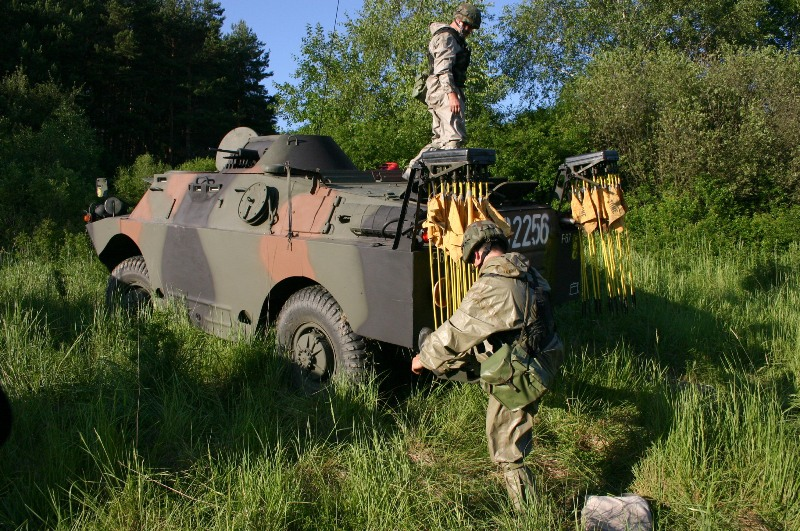
Samochód rozpoznania skażeń BRDM-2rs

Samochód rozpoznania skażeń BRDM-2rs – radziecki specjalistyczny pojazd wojsk chemicznych będący na wyposażeniu pododdziałów rozpoznania skażeń, wykorzystywany między innymi w Wojsku Polskim.
Zastąpił będący wcześniej na wyposażeniu samochód do rozpoznania skażeń GAZ-69rs.

## Charakterystyka pojazdu
Samochody rozpoznania skażeń BRDM-2rs zostały zakupione w ZSRR i weszły na wyposażenie pododdziałów wojsk chemicznych ludowego Wojska Polskiego w pierwszej połowie lat 70. XX w. Były pojazdami opancerzonymi, uzbrojonymi w zamontowany w obrotowej wieżyczce karabin maszynowy PKT. W odróżnieniu od swojego poprzednika – GAZa-69rs, mogły wykonywać zadania bezpośrednio w ugrupowaniu wojsk zmechanizowanych i pancernych. Załogę samochodu stanowi 3 żołnierzy: dowódca, zwiadowca i kierowca.  
Wyposażenie BRDM-2rs gwarantuje:
- pomiar mocy dawki promieniowania w terenie,
- kontrolę stopnia skażenia promieniotwórczego ludzi, uzbrojenia i sprzętu bojowego,
- wykrycie środków trujących w powietrzu, na powierzchni ziemi, uzbrojeniu, sprzęcie bojowym i innych obiektach,
- określanie parametrów wybuchów jądrowych
- oznakowanie rejonów skażonych,
- pobieranie próbek skażonej ziemi, wody i innych materiałów,
- określanie współrzędnych położenia rejonów skażonych,
- przekazywanie meldunków o wynikach rozpoznania,
- podawanie sygnałów alarmowych,
- prowadzenie obserwacji meteorologicznej.

## Wyposażenie BRDM-2rs
Wyposażenie specjalistyczne BRDM-2rs:
- sprzęt i środki do obserwacji wybuchów jądrowych, rozpoznania skażeń, obserwacji meteorologicznej;
  - urządzenie do wizowania;
  - przyrząd do obserwacji wybuchów jądrowych POW-1;
  - automatyczny sygnalizator skażeń AVJ-1 (lub GSP-11);
  - rentgenoradiometr DP-66M;
  - rentgenometr DP-3 lub rentgenometr sygnalizacyjny DPS-68;
  - półautomatyczny przyrząd rozpoznania chemicznego PPChR;
  - przyrząd rozpoznania chemicznego PChR-54M;
  - zestaw do pobierania próbek skażonych materiałów;
  - komplet rurek wskaźnikowych do PPChR i PChR-54M;
  - komplet meteorologiczny MK-3
  - blok zasilania elektrycznego przyrządów do rozpoznania skażeń.
- sprzęt do oznaczania terenu skażonego;
  - wyrzutnie znaków ostrzegawczych;
  - chorągiewki ostrzegawcze;
  - latarki sygnalizacyjne;
  - pironaboje PP-9;
  - pulpit do odpalania chorągiewek ostrzegawczych;
  - wbijak do ręcznego ustawiania chorągiewek.
- indywidualne i zbiorowe środki ochrony przed skażeniami;
  - maski przeciwgazowe;
  - odzież ochronna lekka;
  - ogólnowojskowe płaszcze ochronne;
  - pończochy i rękawice ochronne,
  - worki pogumowane na skażoną odzież;
  - urządzenie filtrowentylacyjne;
- sprzęt i środki do likwidacji skażeń
  - eżektorowy zestaw samochodowy DK-4B;
  - dwa kanistry;
  - pakiety odkażające PChW-04;
  - pakiety dezaktywacyjne SF-006;
  - indywidualne pakiety odkażające PChW-012;
  - indywidualne pakiety przeciwchemiczne.
- sprzęt łączności
  - radiostacja R-123M;
  - czołgowy telefon wewnętrzny R-124;
- sprzęt nawigacyjny;
  - aparatura nawigacyjna TNA-3.
- środki sygnalizacyjne;
  - wyrzutnia nabojów sygnałowych NSCh-40;
  - naboje sygnałowe NSCh-40;
- środki do zadymiania
  - ręczne granaty dymne.